# Balkán Füzetek
A Balkán Füzetek évente kétszer, a PTE Kelet-Mediterrán és Balkán Tanulmányok Központja (KMBTK) kiadásában megjelenő tudományos periodika.

## A szakfolyóirat profilja
A 2003-ban alapított periodika egyik célja a tudományosság szolgálata a Balkán-félszigettel kapcsolatos tudományos munkák közlése révén. További célja az, hogy a Balkánhoz köthető oktatási segédanyagok, tankönyvek terén mutatkozó hiányt is orvosolja, ezért a Balkán Füzetek megszerkesztésekor didaktikai szempontból az oktatás igényeit is figyelembe veszi a KMBTK, míg az egyes írásoknál törekszik a lehető legmagasabb szakmai színvonal elérésére.

## Az egyes kötetek tematikája
A páratlan számok egy nagyobb térséget átfogó téma mélyebb, nagyobb terjedelmű (100-120 oldalas) elemzéseit közlik, a páros számok egy-egy balkáni állam szerteágazó problematikájával foglalkoznak, több területet lefedő 10-12 oldalas cikkek tematikus gyűjteményeként.